# Енотаевка (сельское поселение)
Село́ Енота́евка — муниципальное образование со статусом сельского поселения в Енотаевском районе Астраханской области Российской Федерации.
Административный центр — село Енотаевка.

## История
Муниципальное образование «Село Енотаевка»» образовано в соответствии с Законом Астраханской области от 6 августа 2004 года № 43/2004-ОЗ и наделено статусом сельского поселения.

## Население
| 2010  | 2012  | 2013  | 2014  | 2015  | 2016  | 2017  |
| ----- | ----- | ----- | ----- | ----- | ----- | ----- |
| 7636  | ↘7533 | ↘7475 | ↘7336 | ↘7304 | ↘7222 | ↘7191 |
| 2018  | 2019  | 2020  | 2021  |       |       |       |
| ↘7122 | ↘7051 | ↘6959 | ↗8180 |       |       |       |

## Состав сельского поселения
В состав сельского поселения входят 2 населённых пункта:
| № | Населённый пункт | Тип населённого пункта       | Население |
| - | ---------------- | ---------------------------- | --------- |
| 1 | Госпитомника     | посёлок                      | ↗40       |
| 2 | Енотаевка        | село, административный центр | ↗8140     |